# Cori
Cori es una localidad italiana de la provincia de Latina, región de Lazio, con 11.199 habitantes.

## Evolución demográfica
| Gráfica de evolución demográfica de Cori entre 1861 y 2001 |
|                                                            |
| Fuente ISTAT - elaboración gráfica de Wikipedia            |